# Termometer
Et termometer er et måleinstrument til måling af temperatur.
Den internationale temperaturskala (SI-enheden) er kelvinskalaen, (som ikke angives i grader, men 'kun' XX-kelvin). I Danmark anvendes celsius -skalaen. Derudover findes blandt andet fahrenheit og réaumur. De tre sidstnævnte (samt lidt flere andre skalaer) angives alle i 'grader'.
Termometre kan konstrueres på forskellige måder, afhængig af behov og pris.
Der findes bl.a. i følgende typer / anvendelser:
- Kviksølv,
  - det gammeldags 'febertermometer',
  - Beckmann-termometer
- Sprit, med blå eller rød sprit, udendørs / indendørs termometer,
- Bimetal, som regel runde med viser, som stegetermometer,
- Galileo – termometer, det med kuglerne, der flyder i noget væske. Mest til dekoration,
- Digital, kan stort set erstatte alle de ovenfor nænvte,
  - Infrarød (IR), der kan måle overfladers temperatur (varmeudstråling) uden direkte berøring.

## Billedgalleri
- Ældre feber- / kviksølvtermometer
- Typisk ude/inde sprittermometer
- Bimetal påvirkes af varme / kulde
- Et bimetaltermometer lavet til bage- / ovntermometer
- Galileo Thermometer
- Digitalt termometer
- IR-termometer også kaldet Pyrometer
- Flydende krystal-termometer, som ofte anvendes som vin-termometer